# Nule
Nule är en ort och kommun i provinsen Sassari i regionen Sardinien i Italien. Kommunen hade 1 369 invånare (2017).